# 秩父駅

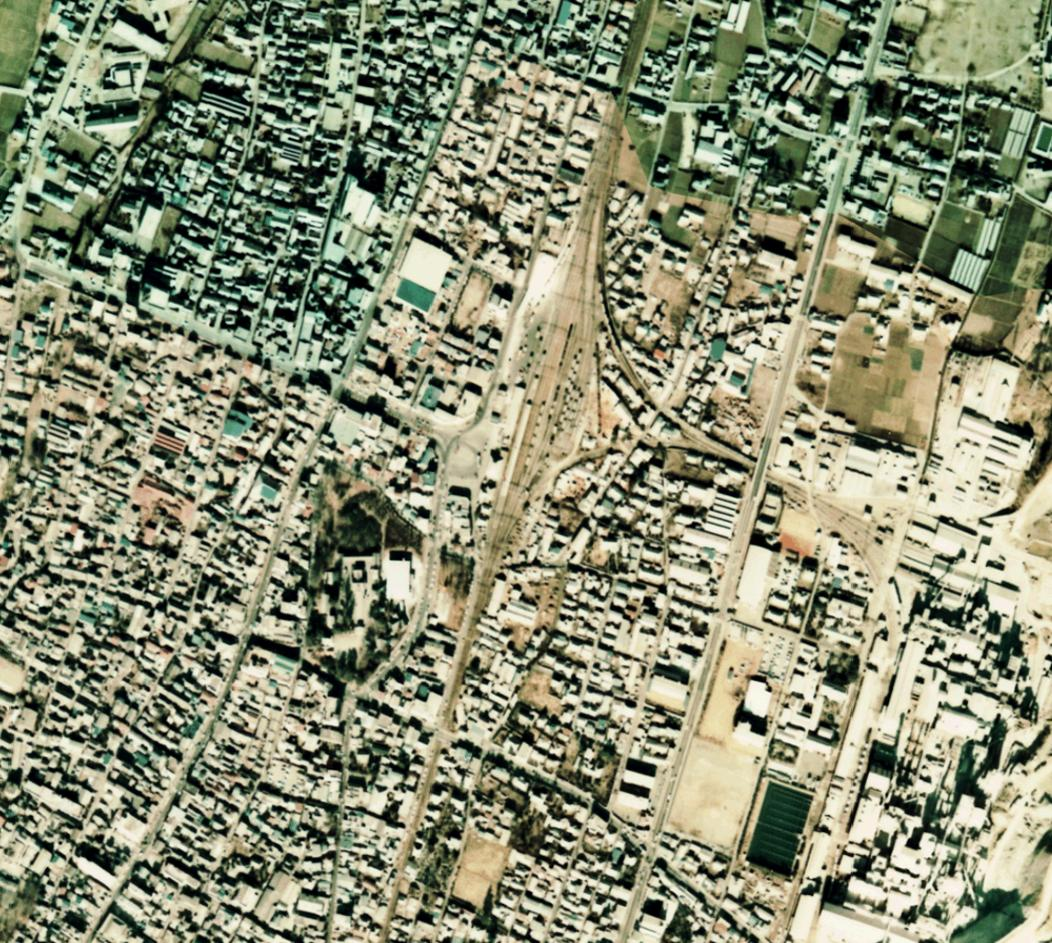
秩父駅付近空中写真（1974年撮影 国土画像情報オルソ化空中写真（国土交通省より））東方向へ秩父セメント（現・太平洋セメント）への引込線が伸びている。南西部には秩父神社。

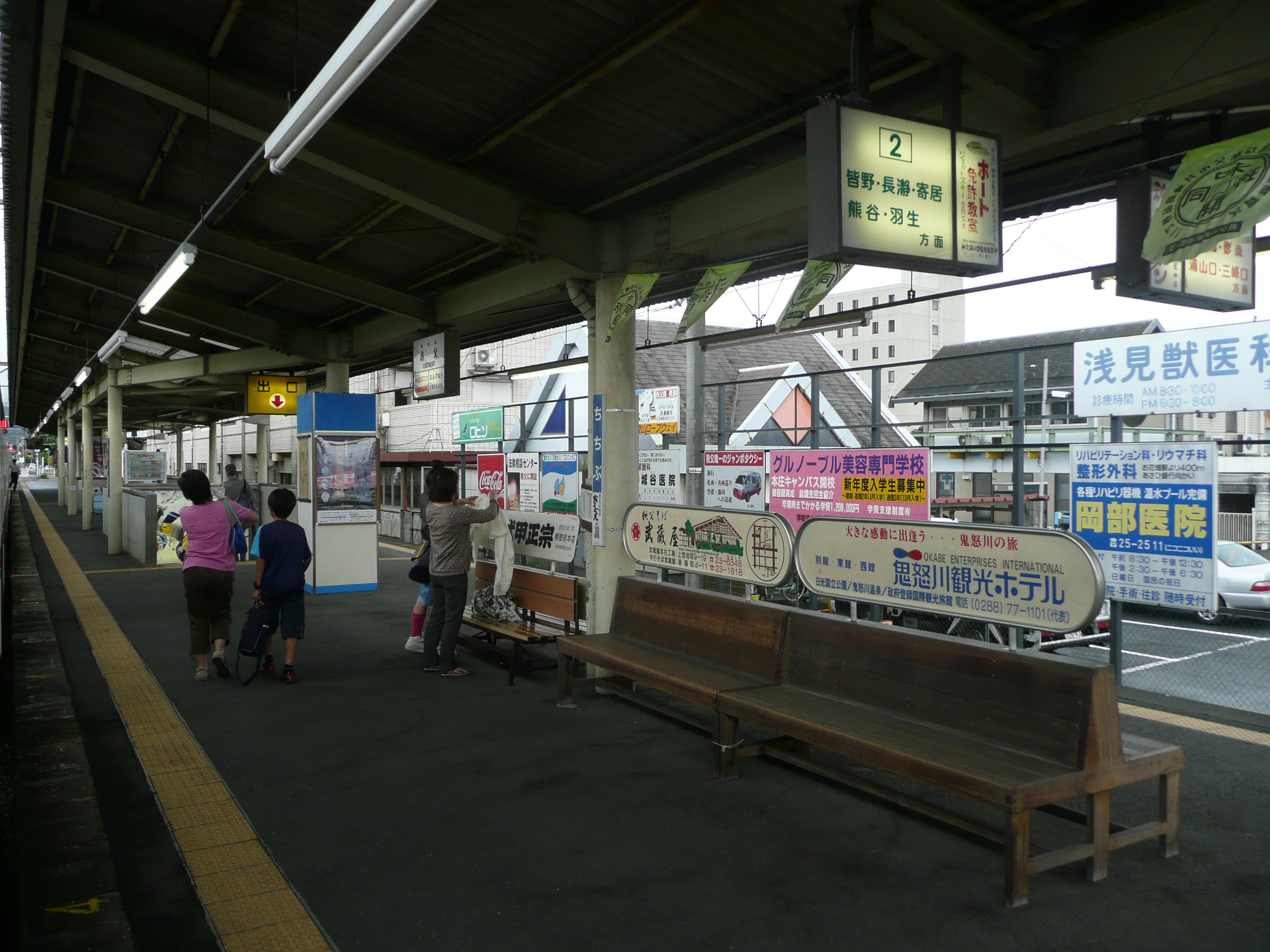
駅ホーム（2008年6月22日）

秩父駅（ちちぶえき）は、埼玉県秩父市宮側町にある、秩父鉄道秩父本線の駅である。駅番号はCR30。

## 歴史

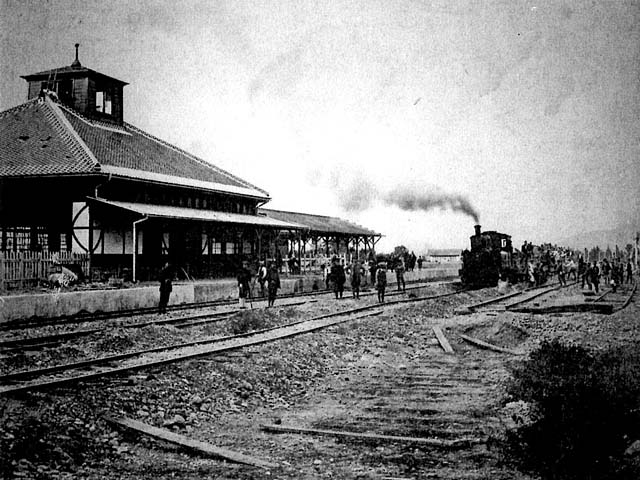
開業時の秩父駅駅舎（1914年）

- 1914年（大正3年）10月27日：当駅までの延伸にともない開業[1]
- 1985年（昭和60年）3月2日：新駅舎供用開始[2]。
- 2022年（令和4年）3月12日：ICカード「PASMO」の利用が可能となる[3]。

## 駅構造
島式ホーム1面2線を有する地上駅。直営駅であり、管理駅として、大野原駅 - 武州日野駅（ただし御花畑駅、影森駅は自駅管理のため除く）間の各駅を管理している。ホームと改札口は地下通路により連絡している。簡易PASMO改札機設置駅。南側に多数の側線がある。
駅舎はホームの西側にあり、秩父地域地場産業振興センター（地場産センター）を兼ねている。1階は改札口と、秩父地域の物産が販売されている物産館、2階は地場産展示紹介コーナーやレストランがある。
かつての駅舎は1984年（昭和59年）に、駅北東の聖地公園内に移築されており、国登録有形文化財に登録されている。
駅前の通りは、数十メートルではあるが秩父市唯一の4車線の道路となっている。
トイレは改札外にあり、水洗式である。

### のりば
| 番線 | 路線    | 方向 | 行先                               |
| ---- | ------- | ---- | ---------------------------------- |
| 1    | ■秩父線 | 下り | 三峰口方面                         |
| 2    | ■秩父線 | 上り | 長瀞・寄居・熊谷・行田市・羽生方面 |

かつては秩父セメント（現・太平洋セメント）秩父第一工場への引込線がデルタ線を形成していた。このデルタ線では三峰口駅の転車台設置まで、SLパレオエクスプレスのC58形蒸気機関車が方向転換していた。その他にも、2000系の入線時や、東武鉄道5000系などの方向転換もこのデルタ線でなされた。

## 利用状況
- 2019年度の1日平均乗車人員は558人である。

| 年度               | 乗車人員 （1日平均） |
| ------------------ | -------------------- |
| 2009年（平成21年） | 591                  |
| 2010年（平成22年） | 553                  |
| 2011年（平成23年） | 549                  |
| 2012年（平成24年） | 525                  |
| 2013年（平成25年） | 600                  |
| 2014年（平成26年） | 606                  |
| 2015年（平成27年） | 606                  |
| 2016年（平成28年） | 605                  |
| 2017年（平成29年） | 588                  |
| 2018年（平成30年） | 583                  |
| 2019年（令和元年） | 558                  |

近年の乗車・降車人員の推移は下表のとおりである。
| 年度               | 年間 乗車人員 | 年間 降車人員 |
| ------------------ | ------------- | ------------- |
| 1974年（昭和49年） | 604,565       | 568,772       |
| 1975年（昭和50年） | 550,600       | 537,411       |
| 1976年（昭和51年） | 481,573       | 526,873       |
| 1977年（昭和52年） | 473,135       | 441,545       |
| 1978年（昭和53年） | 456,765       | 420,708       |
| 1979年（昭和54年） | 427,087       | 399,233       |
| 1980年（昭和55年） | 414,579       | 384,238       |
| 1981年（昭和56年） | 390,402       | 368,204       |
| 1982年（昭和57年） | 376,168       | 353,868       |
| 1983年（昭和58年） | 369,071       | 354,619       |
| 1984年（昭和59年） | 337,283       | 321,428       |
| 1985年（昭和60年） | 325,228       | 314,454       |
| 1986年（昭和61年） | 320,991       | 296,932       |
| 1987年（昭和62年） | 297,170       | 289,117       |
| 1988年（昭和63年） | 298,325       | 284,312       |
| 1989年（平成元年） | 315,795       | 318,552       |
| 1990年（平成02年） | 336,742       | 314,418       |
| 1991年（平成03年） | 335,608       | 318,151       |
| 1992年（平成04年） | 316,861       | 291,496       |
| 1993年（平成05年） | 303,233       | 288,227       |
| 1994年（平成06年） | 319,852       | 309,418       |
| 1995年（平成07年） | 307,197       | 278,115       |
| 1996年（平成08年） | 275,754       | 300,336       |
| 1997年（平成09年） | 279,861       | 273,953       |
| 1998年（平成10年） | 251,356       | 238,557       |

## 駅周辺
- 秩父神社
- 国道140号
- 国道299号
- 埼玉県道208号秩父停車場秩父公園線
- 秩父郵便局
- 秩父宮ノ側郵便局
- 秩父警察署
  - 秩父駅前交番
- 秩父消防署
- 秩父市立病院
- 秩父保健所
- さいたま地方法務局秩父支局
- 第一ホテル秩父
- 道の駅ちちぶ
- ウニクス秩父
  - ヤオコー 秩父上野町店
  - ダイソー ウニクス秩父店
- ホテルルートインGrand秩父

※秩父市役所は、隣の御花畑駅が最寄り駅である。また西武鉄道西武秩父駅も当駅ではなく御花畑駅に隣接している。

### 観光
- 秩父神社（徒歩5分）
- 秩父三十四箇所 : 西国、坂東の三十三ヶ所と併せて日本百番観音と呼ばれる。
- ちちぶ銘仙館 : 国の登録有形文化財（徒歩15分）
- 秩父ふるさと館 : 国の登録有形文化財（徒歩10分）
- 秩父まつり会館（徒歩5分）
- ほっとすぽっと秩父館（徒歩5分）
- 羊山公園 : 芝桜の丘で知られる（徒歩20分）

## バス路線
| 乗り場 | 系統               | 主要経由地                             | 行先       | 運行会社     | 備考               |
| ------ | ------------------ | -------------------------------------- | ---------- | ------------ | ------------------ |
| 秩父駅 | 浦山線             | 西武秩父駅入口・影森中学校前・浦山ダム | 浦山大日堂 | 秩父市営バス |                    |
| 秩父駅 | 市内線             | 上町                                   | 西武秩父駅 | 西武観光バス |                    |
| 秩父駅 | 中町               |                                        | 西武秩父駅 | 西武観光バス |                    |
| 秩父駅 | ミューズパーク循環 |                                        | 西武秩父駅 | 西武観光バス |                    |
| 秩父駅 | 市内線             | 中町・影森小学校                       | 浦山常盤橋 | 西武観光バス |                    |
| 秩父駅 | 久那線             | 中町・影森小学校・浦山常盤橋・久那     | 西武秩父駅 | 西武観光バス |                    |
| 秩父駅 | ミューズパーク循環 | 音楽寺・ミューズパーク中央・影森中学校 | 西武秩父駅 | 西武観光バス |                    |
| 秩父駅 | 小鹿野線           | 市立病院・泉田・小鹿野車庫             | 栗尾       | 西武観光バス |                    |
| 秩父駅 | 小鹿野線           | 相生町・泉田・小鹿野車庫               | 栗尾       | 西武観光バス |                    |
| 秩父駅 | 秩父吉田線         | 札所二十一番・下寺尾・吉田総合支所     | 吉田元気村 | 西武観光バス |                    |
| 秩父駅 | 秩父吉田線         | 市立病院・下寺尾・吉田総合支所         | 吉田元気村 | 西武観光バス |                    |
| 秩父駅 | 原谷線             | 相生町・大野原駅前                     | 和銅黒谷駅 | 西武観光バス |                    |
| 秩父駅 | 三沢線             | 山田・栃谷・中三沢・親鼻駅             | 皆野駅     | 西武観光バス |                    |
| 秩父駅 | 定峰線             | 山田・栃谷・定峰                       | 定峰峠入口 | 西武観光バス | 土休日は全便定峰止 |
| 秩父駅 | 正丸線             | 横瀬駅入口・根古屋・芦ヶ久保駅・長渕   | 松枝       | 西武観光バス |                    |

## 隣の駅
秩父鉄道
■秩父本線
□SLパレオエクスプレス・■急行「秩父路」
皆野駅 (CR27) - 秩父駅 (CR30) - 御花畑駅 (CR31)
□各駅停車
大野原駅 (CR29) - 秩父駅 (CR30) - 御花畑駅 (CR31)
- 当駅から影森駅までは、乗車券のみで急行「秩父路」を利用可能。